# 에드 브래디
에드 브레이디(Ed Brady, 1889년 12월 6일 ~ 1942년 3월 31일)는 미국의 배우, 영화배우이다.

## 영화
- 릴 애브너 (1940년)
- 딕 트레이시스 G-멘 (1939년)
- 로즈 오브 워싱턴 스퀘어 (1939년)
- 리틀 미스 브로드웨이 (1938년)
- 마리 앙투아네트 (1938년)
- 조지 화이트의 스캔달 (1934년)
- 밤쉘 (1933년)
- 나이트 플라이트 (1933년)
- 올리버 트위스트 (1933년)
- 빨간 머리 여자 (1932년)
- 후피! (1930년)
- 해롤드 틴 (1928년)
- 바바라 워스의 승리 (1926년)